# Cylindrocarpon candidum
Cylindrocarpon candidum är en svampart som först beskrevs av Heinrich Friedrich Link, och fick sitt nu gällande namn av Hans Wilhelm Wollenweber 1916. Cylindrocarpon candidum ingår i släktet Cylindrocarpon och familjen Nectriaceae.   Inga underarter finns listade i Catalogue of Life.